# ماهی چشم‌درشت ژاپنی
ماهی چشم‌درشت ژاپنی (نام علمی: Pristigenys niphonia) نام یک گونه از تیره تیبرماهیان است.